# Judes Iscariot
Segons el Nou Testament, Judes o Judas (? - Jerusalem, 30?) conegut posteriorment com a Judes/Judas Iscariot (en arameu Yəhûdāh Îš-qəriyyôd i en grec Ιούδας Ισκάριωθ Ioudas Iskariōt) fou un dels Dotze Apòstols de Jesús de Natzaret, a qui traí per trenta monedes. Per a diferenciar-lo de la resta apareix sense aurèola i en algunes pintures essent pèl-roig.

## Judes apòstol
Judes era un jueu pròxim als zelotes que lluitaven per la independència d'Israel de l'Imperi Romà. Segons els evangelis, Judes acceptà un pagament de trenta sicles de plata a canvi d'entregar el seu mestre a les autoritats jueves. Quan es va trobar en presència de Jesús, va fer-li un petó (que era el senyal pactat amb els guàrdies per indicar qui era Jesús de Natzaret).
Penedit dels seus actes, anà a reclamar l'alliberament del seu mestre i intentà retornar els diners. Aleshores, davant la negativa de les autoritats a les seves súpliques, sortí de la ciutat i es penjà en un arbre.
Sembla que fou molt posteriorment quan se'l començà a anomenar Judes Iscariot, mot que provindria de sicari (assassí que mata per encàrrec o contracte). També es coneixien com a sicari un grup armat jueu que lluitava per aconseguir la sortida dels romans de Judea i que empraven mètodes molt violents.

## Judes i l'antisemitisme
Des dels primers segles del cristianisme es va intentar acusar tots els jueus de la mort de Crist; d'aquesta manera, va començar a introduir-se l'antisemitisme, que tindrà els seus punts culminants en la creació dels calls jueus de l'edat mitjana, els processos de la Inquisició i d'expulsions de jueus de l'edat moderna o l'Holocaust nazi al segle xx.

## Llegenda de Judes Iscariot
Conta una antiga llegenda medieval que Judes fou abandonat pels seus pares només en néixer, ja que no estaven casats i les lleis jueves no permetien aquell nadó. Va trobar-lo una criada de la reina de Judea, que l'entregà a la monarca i aquesta l'adoptà com a fill.
Uns anys després, quan treballava de tresorer, va tenir una baralla amb el seu germanastre, va matar-lo i va haver d'escapar-se de casa. Es va presentar al governador de Judea Ponç Pilat, que l'acceptaria a casa seva si entrava a casa del pare i li robava un grapat de pomes. Judes va anar-hi però fou descobert pel seu pare adoptiu, a qui que Judes matà.
En sentir sorolls, hi acudí la seva mare adoptiva però Judes s'havia desfet del cos. Desconsolada per la recent viduetat, Judes la pressionà perquè es casés amb ell fins que ella acceptà. Al cap de poc temps, la seva mare adoptiva quedà embarassada de Judes però morí durant l'embaràs.
Aleshores, es diu que Judes va intentar expiar les seves culpes fent-se un home bo. Poc després d'aquest canvi, conegué Jesús de Natzaret i s'afegí al seu grup. Al capaltard de la seva vida, però, li tornaria a sortir la maldat i trairia el seu mestre.

## Nous aspectes sobre la figura de Judes
Durant el segle xx van aparèixer algunes teories encaminades a canviar la idea de Judes Iscariot.
L'any 2006 es va publicar la traducció de l'Evangeli de Judes, un text gnòstic del segle ii trobat el 1978 a Egipte on es diu que fou Jesucrist qui demanà a Judes Iscariot que el traís perquè es poguessin complir les profecies. Així, Judes passaria a ser un home sant i bo.